# Ентаасна
Ентаа́сна (Ента-Асна, Ентаасну) — невеликий піщаний острів в Червоному морі в архіпелазі Дахлак, належить Еритреї, адміністративно відноситься до району Дахлак регіону Семіен-Кей-Бахрі.

## Географія
Розташований на південний захід від острова Харміль. Має округлу форму діаметром 1,1 км. Зі сходу та заходу облямований кораловими рифами.